# Justino de Chieti
Justino de Chieti (en italiano: Giustino di Chieti; pronunciado //) (Chieti, siglo V – 540) evangelizador y primer obispo de la ciudad de Chieti, venerado como Santo por la iglesia católica.
La evidencia histórica de la existencia de Justino desde antes del siglo XV no existe. Su pasión data del siglo XV y fue modelado sobre la vida de Justino de Siponto, que era obispo de Siponto, mientras que sus hermanos Florencio y Félix fueron martirizados en Furci en los Abruzos, junto con la sobrina de Justino, Justa.
La Catedral de Chieti fue dedicada a él en el siglo IX. La mayoría de sus reliquias, como su brazo, se encuentran en una urna colocada en la cripta de la Catedral de Chieti. Es mencionado en el Martirologio romano para el 1 de enero. Su celebración se trasladó al 14 de enero en Chieti, y más tarde al 11 de mayo.